# Ruta 20 (Uruguai)
A Ruta 20 é uma rodovia do Uruguai, que percorre os departamentos de Río Negro e Tacuarembó.
A estrada possui uma longitude total de 139 km, numerados de 10 a 149 e se divide em dois trechos. O primeiros deles começa na Ruta 24, na altura do seu km 21, no departamento de Río Negro, e recorre um sentido leste-oeste até a Ruta 3, no seu km 280. O outro segmento começa na mesma Ruta 3, no seu km 275, e percorre o departamento de Río Negro, no sentido sudoeste-noroeste, até o arroio Salsipuedes, atravessando-o e ingressando no departamento de Tacuarembó onde, após recorrer 10 km, finaliza seu recorrido em uma junção com a Ruta 5, no seu km 266 aproximadamente.